# Aston Martin AMR1
Aston Martin AMR1 foi um protótipo grupo C desenvolvido pela Aston Martin para o FIA World Sportscar Championship de 1989 bem como para competir nas 24 Horas de Le Mans de 1989.

## História
O chassis e carroçaria foram chefiados por Max Boxstrom e que seria construído pela britânica Courtaulds, sendo o motor construído pela americana Callaway . O motor escolhido seria a configuração V8 aspirado de 5.3L, desenvolvendo 600 hp de potência . 